# Passins
Passins foi uma comuna francesa na região administrativa de Auvérnia-Ródano-Alpes, no departamento de Isère. Estendia-se por uma área de 13,92 km². Em 2010 a comuna tinha 1 870 habitantes (densidade: 134,3 hab./km²).
Em 1 de janeiro de 2017, passou a formar parte da nova comuna de Arandon-Passins.